# 부평초등학교 (강원)
부평초등학교는 대한민국 강원특별자치도 인제군에 있는 공립 초등학교이다.

## 학교 연혁
- 1946.04.20 부평국민학교 6학급(430명) 편성으로 개교
- 1971.11.16 본 교사로 이전
- 1981.03.20 병설유치원 1학급(40명) 편성으로 개원
- 1996.03.01 부평초등학교로 명칭 변경
- 2014.02.13 제64회 졸업식 거행(총 4,360명 졸업)
- 2014.03.01 제22대 오일주 교장 부임

## 참고 자료
- 부평초등학교 - 한국교육학술정보원 학교알리미